# 리처드 오언
리처드 오언 경(영어: Sir Richard Owen, KCB, FRS, 1804년 7월 20일~1892년 12월 18일)은 영국의 생물학자이자, 비교해부학자, 고생물학자이다.
비교해부학에서의 연구로 조르주 퀴비에의 후계자로 주목받아, "영국의 퀴비에"라는 칭송을 받았다. 과학사에서는 "공룡"(Dinosauria)이라는 단어를 만들고, 다윈의 진화론에 대한 열렬한 반론자로 알려져 있다.
영국 과학계의 정점이었기 때문에 왕실과 개인적인 관계도 있었지만, 과학에 대한 기여에 비해 개인적인 성품은 높게 평가받지 못했다. 아내와 아들이 먼저 죽은 이후 학계에서도 소외되어 고독한 말년을 보내게 된다.

## 생애
오언은 랭커스터에서 태어나 왕립 랭커스터 그래머 스쿨에서 공부했다. 1820년에는 현지 외과 의사와 약사의 도제가 되었고, 1824년에는 에든버러 대학교의 의대생이 되었다. 그 다음 해에도 대학에 남아서 성 바솔로뮤 병원에서 의학 과정을 수료했다. 그래서 그는 저명한 외과 의사 존 아바네시의 영향을 받았다.
오언은 처음에는 그의 진로를 일반 전문직으로 진출하려고 생각하고 있었다. 하지만 적성은 분명히 해부학 연구에 맞았고, 아바네시의 권유로 왕립 외과의사회의 헌테리안 박물관(Hunterian Collection) 관장이었던 윌리엄 크리프트의 조수가 되었다. 이 조직은 오언의 성품에 맞았기 때문에, 그는 의학의 길을 포기하고 이후 그의 삶을 순수한 과학적 연구에 몰두하게 된다.
오언은 왕립 외과 의사회의 귀중한 헌테리안 컬렉션 목차 제작을 준비하고 이 일을 진행하는 동안 그는 비교 해부학에 대한 탁월한 지식을 습득했다. 그 지식은 그가 다양한 분야에서 조예가 심화시켰고, 특히 멸종 동물의 유해 연구에 도움이 되었다. 1830년 런던을 방문한 큐비에를 만난 이후 파리에서 유학하여 비교해부학 지식을 다졌다.

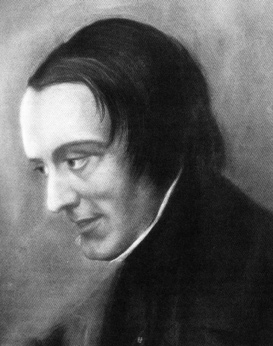
젊은시절의 리처드 오언

1836년에 왕립 외과의사회 헌테리안 교수로 임명되었고, 1849년에는 크리프트의 뒤를 이어 박물관 관장이 되었다. 그 무렵, 오언은 크리프트의 딸과 결혼했다. 그는 1856년에 대영박물관 자연사 부장이 될 때까지 그 직무를 맡았다. 그 후 자연사 전문 국립박물관을 만든다는 원대한 계획에 그 열정을 쏟았고, 그 결과 대영박물관의 자연사 관련 표본은 사우스 켄싱턴의 새 건물로 옮겨 가서 대영박물관 자연사 분관 (현재 런던 자연사 박물관)이 되었다. 그는 이 일을 완수하여 바스 훈장 2등급을 받아 기사작위를 받았지만, 1884년 직장을 떠나 이후 빅토리아 여왕이 하사한 런던 리치먼드 파크의 쉰 여관(Sheen Lodge)에서 조용한 은퇴 생활에 들어가 1892년 죽을 때까지 그곳에서 보냈다.
그 후에 경력은 타인의 연구 업적을 그 사람에게 돌리지 않고, 다른 사람의 연구 실적을 가로채 자신의 것으로 했다는 비난으로 얼룩졌다. 1844년에는 벨렘나이트에 관한 그의 논문의 소재가 분명히 이미 채닝 피어스(Chaning Pearce)에 의해 몇 년 전 지질학회에 보고되었던 표본이었음에도 불구하고 그 표본에 대한 공적이 자신의 것이라고 주장하여 사태를 악화시켰다. 결국 그는 왕립 학회와 동물 학회의 위원회에서 투표를 통해 추방되었다.

## 무척추 동물 연구

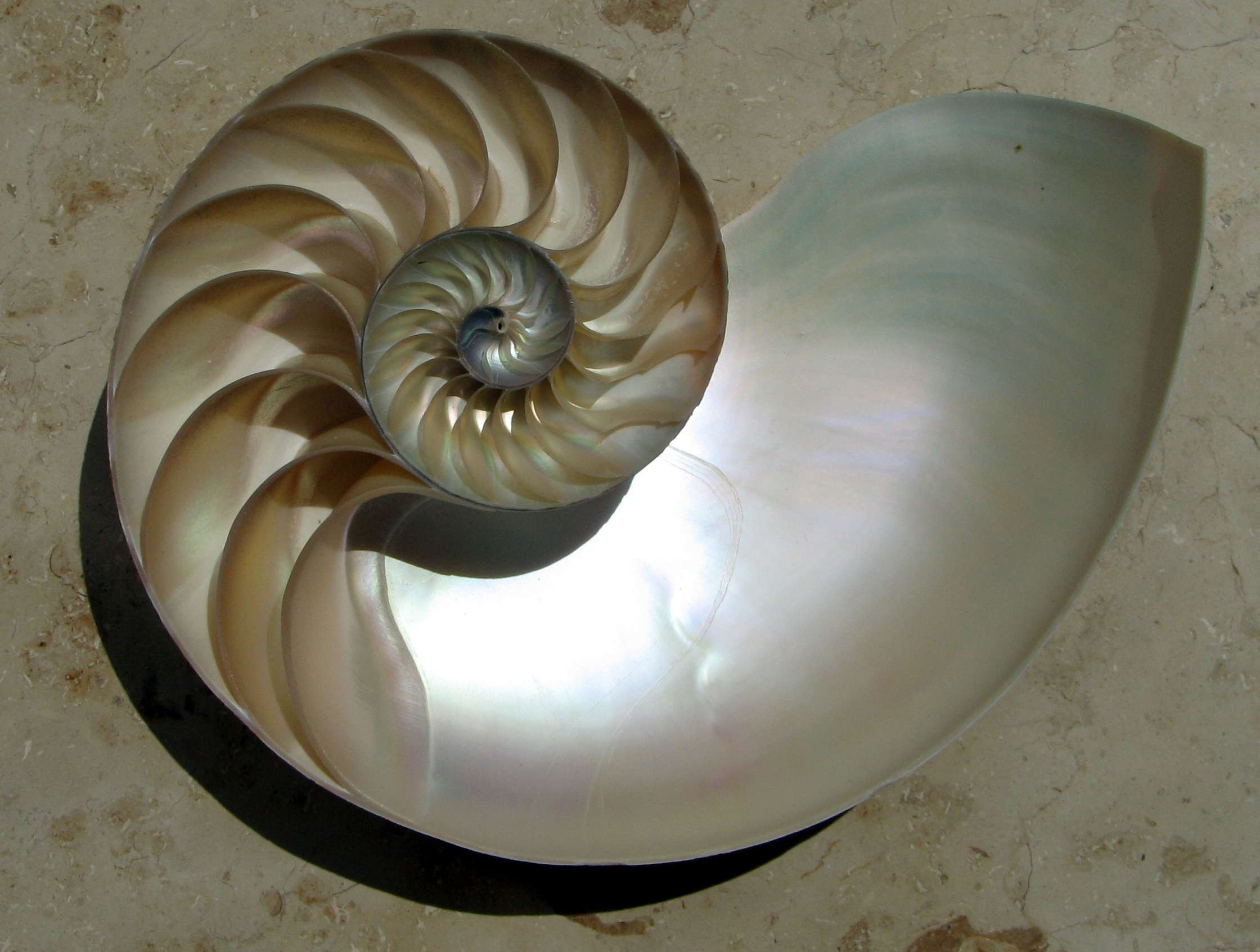
노틸러스 껍질 종단면

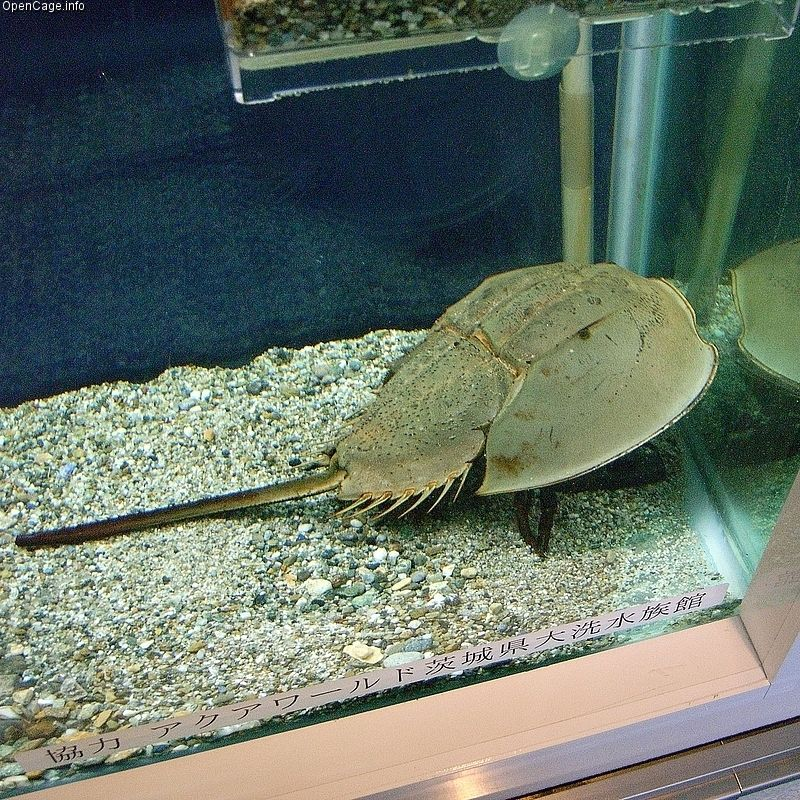
투구게

헌테리안 컬렉션 목록 제작에 쫓기면서도 오언은 눈앞의 준비 작업에만 전념하고 있던 것은 아니다. 틈만 나면 항상 죽은 지 얼마되지 않은 표본의 해부를 병행했다. 그리고 1831년 협회가 과학 회보를 발행했을 때는 해부학 최다 논문 평가자로 기록되었다. 그 많은 양뿐만이 아니라 첫 번째 주목할만한 간행물인 《Memoir on The Pearly Nautilus》 (1832)는 노틸러스의 연구의 고전이 되었다. 그 후 50년 이상 그는 비교해부학과 동물학의 온갖 분야에 중요한 기여를 계속했다. 오언은 현재 비너스의 꽃바구니(Venus's flower basket, Euplectella)로 잘 알려져 있는 해면동물에 대해 처음으로(1841, 1857) 언급했던 인물이기도 하다. 기생 생물에 대한 가장 주목할 만한 것은 1835년 인간의 근육에 기생하여 선모충증이라고 현재 불리고 있는 질병의 원인이 되는 트리키넬라 스피랄리스의 발견이다(그러나 같은 시기에 제임스 패짓도 트리키넬라 스피랄리스를 발견했다).
완족동물에서는 그 후에도 오랫동안 적용되는 분류 체계의 설정과 지식의 확대를 담은 훌륭한 연구를 하고 있다. 1850년 연체동물에서는 노틸러스뿐만 스피룰라(Spirula)의 기재를 비롯한 많은 두족류(현생 멸종 위기종과 함께)를 기재하고, 이 아강으로 널리 받아들여지고 있는 이새류(Dibranchiata, 두길 아가미 아강)와 사새류(Tetrabranchiata, 네길 아가미 아강)의 구분을 옹호했던 것도 그이다. 또한 아주 재미있는 절지동물인 투구게도 그의 1873년 학술논문의 소재가 되었다.

## 동물연구
오언은 동물학 협회의 "동물원"에서 죽은 동물의 해부 연구를 하는 권한도 부여받은 적도 있고 그의 동물에 대한 전문적인 설명은 무척추동물보다 더 광범위했다. 그의 세 권으로 구성된 《Comparative Anatomy and Physiology of Vertebrates》(1866-1868)은 실제 개인의 연구로 비슷한 연구수준으로 비견될 수 있는 것은 조지 큐비에의 《Leçons d' anatomie comparée》 밖에 없었다.
그는 현생의 형태를 연구했을 뿐만 아니라 멸종그룹의 유해에도 큰 관심을 기울여 고대 동물 학의 창시자인 큐비에의 직접 후계자가 되어 가고 있었다. 경력 초기에 그는 현생종 멸종 위기 모두를 포함한 치아 연구를 철저히 하고 있으며, 그림을 아끼지 않은 《오돈트그래피》(Odontography) (1840-1845)를 간행했다. 그는 직접 발견하고 미치류라고 명명한 멸종 양서류를 아주 복잡한 구조도 제공하고 있다. 이 동물의 치아는 표면의 에나멜 물질이 아주 복잡하게 접혀있게 되어 있으며, 단면을 보면 마치 미로와 같이 보이는 치아이기 때문에 그런 이름이 붙여졌다. 어류에 관한 저서는 프로토프테루스(Protopterus)라고 명명했던 아프리카산 폐어에 대한 학술 논문이 요하네스 페테르 뮐러의 폐어아어류의 제정의 기초가 되고 있다. 그는 또한 진골 어류와 경린 어류(연질어류) 간의 일련의 관계를 알게 되고 다른 하위 강인 조 지느러미 류(조 지느러미아강)를 정리했다.

## 다윈의 진화론

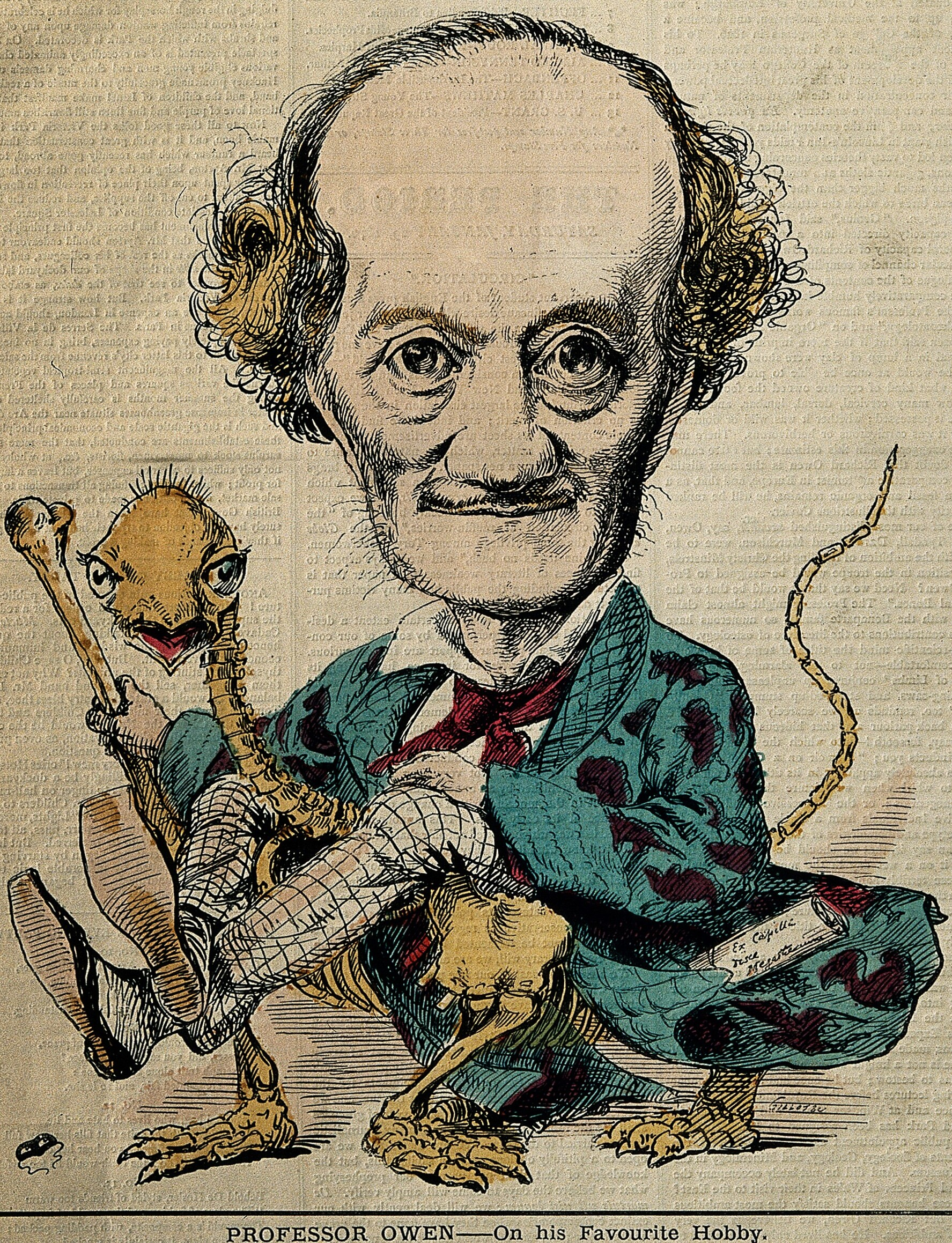
1870.

오언과 다윈은 이후 철천지 원수가 된 것을 믿을 수 없을 정도로 매우 절친한 사이였다. 비글 호의 탐사 후 적지 않은 양의 표본수집을 한 찰스 다윈은 1836년 10월 29일에 명망있는 지질학자 찰스 라이엘의 소개를 통해 오언과 만나게 된다. 오언은 다윈이 남미에서 채집한 화석 뼈 연구를 흔쾌히 맡았다. 이후 두 사람은 친한 친구가 된 것이다. 오언은 그 거대한 멸종 동물은 같은 지역에 사는 현생종 설치류와 나무늘보류와 근연이고 다윈이 당초 생각하고 있던 것 같이 아프리카의 거대한 동물의 친척 등이 아닌 것을 나중에 밝혔다. 이것은 아이러니컬하게도 이후 다윈이 자연선택설을 고안하는 계기가 되었다.
오언도 생물이 고대부터 전혀 변화하지 않았다고 생각하고 있었던 것은 아니었다. 당시 오언은 요하네스 페테르 뮐러의 영향을 받아 생물은 "생체 에너지"라는 생명력을 가지고 있으며, 그것은 조직의 성장 방향의 결정이나 종이나 개체의 수명까지 결정지을 수 있다는 이론에 대해 말하고 있었다. 1838년 12월 19일에 오언과 그 추종자가 다윈의 옛 지도 교수인 로버트 에드먼드 그랜트의 라마르크적인 "이단"에 대해 조롱을 퍼붓고 있을 때, 런던지질학회 사무원으로 일하고 있던 다윈이 스스로 주장한 학설에 대해 침묵을 지키고 있었던 것도 무리는 아니다. 1841년 결혼한 지 얼마 안된 다윈이 병에 걸렸을 때, 오언은 병문안을 와준 과학계 몇 안되는 친구 중 한 사람이었다. 그러나 "변질"된 어떤 물건에 대해서도 표시되는 오언의 반감으로 다윈을 자신의 이론을 비밀리에 묻어 두었다. 다윈은 자신의 자연선택설이 얼핏보기에 목적없는 천성처럼 보이는 것이, 커다란 의지에 따라 적절하게 배제되는 변화를 주장하는 오언의 신조와 상반되는 것을 이해하고 있었던 것이다.

## 서훈
- 1884년 바스 훈장 2등급(KCB, 작위급 훈장)

## 같이 보기
- 진화론
- 찰스 다윈
- 토마스 헨리 헉슬리